# Fokker O-27
Die Fokker O-27 (Atlantic-Fokker Model 16) war ein als leichtes Beobachtungs-, Bomben- und Luftnahunterstützungsflugzeug vorgesehener Entwurf des US-amerikanischen Herstellers Fokker Aircraft Corporation of America, der Anfang der 1930er Jahre für das United States Army Air Corps (USAAC) gebaut wurde. Die O-27 wurde jedoch lediglich als Schulflugzeug eingesetzt. Nachdem im Mai 1929 General Motors eine 41-prozentige Beteiligung an der Fokker Aircraft Corporation of America erworben hatte und ein Jahr später das Unternehmen in General Aviation Corporation (GAC) umbenannt worden war, erfüllte die GAC die Produktionsverpflichtungen von Fokker.

## Geschichte
Auf Grundlage der mit der Fokker F.VII-3m gewonnenen Erfahrungen, entwarf Fokker-America ein zweimotoriges Beobachtungsflugzeug mit Einziehfahrwerk, das die zunehmend veraltenden Douglas O-25 ersetzen sollte. Am 7. Juni 1929 bestellte das US-Kriegsministerium zwei Prototypen (USAAC-Seriennr. 29-327 und 29-328) des freitragenden Eindeckers, der die militärische Bezeichnung XO-27 erhielt, zum Stückpreis 30.600 US-Dollar.
Zur gleichen Zeit suchte das Air Corps auch nach einem Ersatz für die bereits veralteten Doppeldecker-Bomber Keystone B-6. Der Vertrag mit Fokker wurde deshalb derart geändert, dass nun der zweite Prototyp als schneller Tagbomber unter der Bezeichnung XB-8 fertiggestellt werden sollte. Genauso wurde auch Douglas gebeten, eine der beiden beauftragten YO-35 in einen leichten Bomber XB-7 umzurüsten.
Wie bei der XO-27 war auch für die XB-8 eine dreiköpfige Besatzung vorgesehen, bestehend aus Pilot und zwei Bordschützen, von denen einer auch als Bombenschütze agieren sollte. Die Flugerprobung bei Fokker begann 1930 in Teterboro, dem Werksstandort. Die Erprobung durch das Air Corps erfolgte ab Oktober 1930 auf dem Wright Field und auf einem der beiden Flugfelder in Kenilworth (New Jersey). Im Ergebnis zeigte die XB-8 jedoch nur geringfügig bessere Leistungen als die bereits im Dienst befindlichen Bomber des USAAC. Entsprechend änderte man den bereits erteilten Bauauftrag über zwei weitere Prototypen (YB-8) und vier Einsatzerprobungsflugzeuge (Y1B-8) in einen Auftrag über sechs YO-27-Maschinen (Seriennr. 31-587 bis 31-592). Der Vertrag wurde mit Fokker am 30. März 1931 abgeschlossen. Die anfänglich verwendeten Triebwerke (zwei 600 PS leistende Curtiss GIV-1570C Conqueror) wurden im Dezember 1932 durch zwei GIV-1570F mit Untersetzungsgetriebe ersetzt.
Dem Auftrag folgte eine zweite Bestellung am 5. Mai 1931 über sechs weitgehend baugleiche Y1O-27 mit den Seriennummern 31-598 bis 31-603. Die 14 Flugzeuge wurden zwischen Mai 1932 und Januar 1933 an das USAAC geliefert. Nach Abschluss der Erprobungen wurden alle YO-27 und Y1O-27 in O-27 umbenannt. Die Bezeichnung XO-27A erhielt die XO-27, nachdem sie auf den Stand der YO-27 gebracht worden war. Verwendung fanden die Flugzeuge in fünf verschiedenen Squadrons. Dies waren die 12th Observation Sqn. (12th OS) in Brooks Field (Texas), die bis April 1935 fünf Maschinen mit den Rumpfnummern „1“ bis „5“ einsetzte. Die 88th OS verwendete ab April 1935 die vom 12th OS übernommenen Y1O-27 mit Rumpfnummern im 170er-Bereich. Mindestens eine O-27 flog beim 36th Pursuit Sqn in Langley Field (Virginia). Die 30th und 32th Bomber Sqns in Rockwell Field (Kalifornien) nutzten Y1O-27 ab Juni 1932. Die Maschinen dienten in den Einheiten vorwiegend zum Training von Nachtflügen, Langstreckenflügen und zur Schulung im Funkverkehr. Die letzten zwei flugfähigen O-27 wurden Anfang 1937 aus den Bestandslisten gestrichen; damit verschwand auch das letzte vom amerikanischen Militär genutzte Fokker-Baumuster.

## Konstruktion
Die O-27 bzw. XB-8 war ein mit einem einziehbaren Fahrwerk ausgestatteter freitragender, unverspannter Eindecker. Die Tragflächen waren in klassischer Fokker-Holzbauweise intern verspannt und mit Sperrholz beplankt. Das dicke Profil entsprach dem Typ, den Fokker auch in seinen damaligen Verkehrsflugzeugen einsetzte. Der Rumpf hatte eine tragende Struktur bestehend aus einem geschweißten Gerüst aus rostfreien Stahlrohren. Einzelne Bereiche waren mit gewelltem Duralumin-Blechen verkleidet. Der restliche Rumpf wurde mit Holzformteilen in eine annähernd ovale Form gebracht und mit Stoff bespannt. Das Fahrwerk fuhr nach hinten in die Motorgondeln ein, wobei die Räder jedoch nur teilweise abgedeckt waren. Der Antrieb bestand aus zwei Zwölfzylinder-V-Motoren des Typs Curtiss V-1570-9 Conqueror, die jeweils 600 PS (450 kW) lieferten.

## Technische Daten
Alle Daten aus Pelletier, 2005, S. 64
| Kenngröße             | XO-27                                                   | XB-8                                 | YO-27/Y1O-27                         |
| --------------------- | ------------------------------------------------------- | ------------------------------------ | ------------------------------------ |
| Besatzung             | 3                                                       | 3                                    | ?                                    |
| Länge                 | 14,42 m                                                 | 14,42 m                              | 14,48 m                              |
| Spannweite            | 19,50 m                                                 | 19,60 m                              | 19,68 m                              |
| Höhe                  |                                                         | 3,5 m                                |                                      |
| Flügelfläche          |                                                         | 57,5 m²                              | 57,5 m²                              |
| Flügelstreckung       |                                                         | 6,68                                 | 6,73                                 |
| Leermasse             |                                                         | 3108 kg                              | 3108 kg                              |
| Startmasse            | 4040 kg                                                 | 4824 kg                              | 4820 kg                              |
| Höchstgeschwindigkeit | 257 km/h                                                | 257 km/h                             | 285 km/h                             |
| Antrieb               | 2 × Curtiss V-1570-9 „Conqueror“ mit je 600 PS (450 kW) | 2 × V-1570-23 mit je 600 PS (450 kW) | 2 × V-1570-29 mit je 600 PS (450 kW) |